# Gran Premio di Singapore 2009
Il Gran Premio di Singapore 2009 è la quattordicesima prova della stagione 2009 del Campionato mondiale di Formula 1. Si è corso domenica 27 settembre 2009 sul Circuito di Marina Bay a Singapore. La gara è stata vinta da Lewis Hamilton su McLaren-Mercedes.

## Vigilia

### Sviluppi per il 2010
Il 15 settembre viene annunciato che la FIA ha individuato nella Lotus la tredicesima scuderia per la stagione 2010, per completare la griglia dopo l'addio della BMW Sauber. Quest'ultima viene ceduta al fondo d'investimento elvetico Qadbak Investments Ltd, e viene iscritta dalla FIA come team di riserva al campionato 2010; la FIA stessa apre però all'ipotesi dell'allargamento a 14 scuderie per il 2010.
Il 21 settembre viene presentato il calendario per la stagione 2010. Le gare salgono di due unità con l'esordio del Gran Premio della Corea e il ritorno del Gran Premio del Canada. Il Gran Premio di Gran Bretagna si sposta a Donington Park mentre quello del Brasile torna ultima gara stagionale.

### Il caso del Gran Premio del 2008
In seguito alla inchiesta della FIA in merito all'incidente occorso a Piquet Jr. nel corso del Gran Premio di Singapore 2008, il 16 settembre la Renault comunica che Briatore e Symonds hanno lasciato la scuderia e che questa non contesterà le accuse della FIA.
Il 21 settembre il Consiglio Mondiale della FIA decide la squalifica a vita dalle competizioni motoristiche per Briatore e una squalifica per 5 anni per Symonds, inoltre il team Renault viene squalificato per due anni, ma con la condizionale. Non vi sono condanne né per Piquet (graziato perché ha collaborato) né per Alonso (non coinvolto nella decisione della squadra).
La Renault nomina come nuovo team manager, fino alla fine della stagione, l'ex responsabile dei motori Bob Bell. In seguito alla condanna espressa dal Consiglio Mondiale della FIA i due principali sponsor della scuderia francese, ING Direct e Mutua Madrileña, decidono di chiudere immediatamente il loro rapporto di sponsorizzazione senza attendere la fine del campionato.

### Aspetti tecnici
Il circuito viene leggermente modificato nelle curve 1, 2 e 3 per consentire sorpassi più facili, così come nella curva 10 dove alti cordoli hanno provocato vari incidenti nell'edizione 2008. La Bridgestone porta per questo appuntamento mondiale coperture di tipo morbido e extra-morbido.
La BMW Sauber presenta una vettura modificata sia nell'aerodinamica
, in cui spicca un nuovo doppio diffusore, sia nella meccanica con la presentazione di un nuovo modello di cambio. La Renault rinuncia al KERS, montato invece a Monza.

### Appuntamenti musicali
A Singapore si tiene il primo F1 Rocks concert. Tra gli artisti presenti vi sono Beyoncé, i Black Eyed Peas, i ZZ Top, i Simple Minds, i N*E*R*D, i No Doubt, Jacky Cheung e A*Mei: i concerti si tengono dal 24 settembre al 26, presso il Fort Canning Park.
Un altro appuntamento musicale è il  Fuel Festival con Underworld Live, Will.i.am, New Order, Bloc Party, Guru Josh, e Johnny Vicious il 24 settembre al Suntec Convention Centre, poi dal 25 al 27 settembre presso il Museo Nazionale di Singapore. Sono previsti anche concerti dei Backstreet Boys, Travis, Carl Cox, e John Digweed tra il 25 e il 27 settembre, presso l'area del circuito.

## Prove
Nella prima sessione del venerdì, si è avuta questa situazione:
| Pos | N  | Pilota             | Squadra-Motore | Tempo    | Gap    | Giri |
| --- | -- | ------------------ | -------------- | -------- | ------ | ---- |
| 1   | 23 | Rubens Barrichello | Brawn-Mercedes | 1'50"179 |        | 19   |
| 2   | 22 | Jenson Button      | Brawn-Mercedes | 1'50"356 | +0"177 | 22   |
| 3   | 14 | Mark Webber        | RBR-Renault    | 1'50"416 | +0"237 | 21   |

Nella seconda sessione del venerdì, si è avuta questa situazione:
| Pos | N  | Pilota            | Squadra-Motore   | Tempo    | Gap    | Giri |
| --- | -- | ----------------- | ---------------- | -------- | ------ | ---- |
| 1   | 15 | Sebastian Vettel  | RBR-Renault      | 1'48"650 |        | 31   |
| 2   | 7  | Fernando Alonso   | Renault          | 1'48"924 | +0"274 | 27   |
| 3   | 2  | Heikki Kovalainen | McLaren-Mercedes | 1'48"952 | +0"302 | 30   |

Nella sessione del sabato mattina, si è avuta questa situazione:
| Pos | N  | Pilota           | Squadra-Motore   | Tempo    | Gap    | Giri |
| --- | -- | ---------------- | ---------------- | -------- | ------ | ---- |
| 1   | 1  | Lewis Hamilton   | McLaren-Mercedes | 1'47"632 |        | 15   |
| 2   | 15 | Sebastian Vettel | RBR-Renault      | 1'47"909 | +0"277 | 17   |
| 3   | 16 | Nico Rosberg     | Williams-Toyota  | 1'48"332 | +0"700 | 18   |

## Qualifiche
Nella sessione di qualificazione, si è avuta questa situazione:
| Pos | N° | Pilota               | Team                 | Q1       | Q2       | Q3       | Griglia  | Massa |
| --- | -- | -------------------- | -------------------- | -------- | -------- | -------- | -------- | ----- |
| 1   | 1  | Lewis Hamilton       | McLaren-Mercedes     | 1'46"977 | 1'46"657 | 1'47"891 | 1        | 660,5 |
| 2   | 15 | Sebastian Vettel     | RBR-Renault          | 1'47"541 | 1'46"362 | 1'48"204 | 2        | 651   |
| 3   | 16 | Nico Rosberg         | Williams-Toyota      | 1'47"390 | 1'46"197 | 1'48"348 | 3        | 657,5 |
| 4   | 14 | Mark Webber          | RBR-Renault          | 1'47"646 | 1'46"328 | 1'48"722 | 4        | 654,5 |
| 5   | 23 | Rubens Barrichello   | Brawn-Mercedes       | 1'47"397 | 1'46"787 | 1'48"828 | 9        | 655,5 |
| 6   | 7  | Fernando Alonso      | Renault              | 1'47"757 | 1'46"767 | 1'49"054 | 5        | 658   |
| 7   | 10 | Timo Glock           | Toyota               | 1'47"770 | 1'46"707 | 1'49"180 | 6        | 660,5 |
| 8   | 6  | Nick Heidfeld        | BMW Sauber           | 1'47"347 | 1'46"832 | 1'49"307 | Pit Lane | 650   |
| 9   | 5  | Robert Kubica        | BMW Sauber           | 1'47"615 | 1'46"813 | 1'49"514 | 7        | 664   |
| 10  | 2  | Heikki Kovalainen    | McLaren-Mercedes     | 1'47"542 | 1'46"842 | 1'49"778 | 8        | 664,5 |
| 11  | 17 | Kazuki Nakajima      | Williams-Toyota      | 1'47"637 | 1'47"013 |          | 10       | 680,7 |
| 12  | 22 | Jenson Button        | Brawn-Mercedes       | 1'47"180 | 1'47"141 |          | 11       | 683   |
| 13  | 4  | Kimi Räikkönen       | Ferrari              | 1'47"293 | 1'47"177 |          | 12       | 680,5 |
| 14  | 12 | Sébastien Buemi      | STR-Ferrari          | 1'47"677 | 1'47"369 |          | 13       | 678   |
| 15  | 9  | Jarno Trulli         | Toyota               | 1'47"690 | 1'47"413 |          | 14       | 690   |
| 16  | 20 | Adrian Sutil         | Force India-Mercedes | 1'48"231 |          |          | 15       | 693   |
| 17  | 11 | Jaime Alguersuari    | STR-Ferrari          | 1'48"340 |          |          | 16       | 683,5 |
| 18  | 3  | Giancarlo Fisichella | Ferrari              | 1'48"350 |          |          | 17       | 678,5 |
| 19  | 8  | Romain Grosjean      | Renault              | 1'48"544 |          |          | 18       | 683   |
| 20  | 21 | Vitantonio Liuzzi    | Force India-Mercedes | 1'48"792 |          |          | 19       | 656   |

- Rubens Barrichello è stato penalizzato di 5 posizioni sulla griglia per aver sostituito il cambio
- Nick Heidfeld è stato fatto partire dalla pit lane per irregolarità tecniche.

## Gara
Tre ore prima della gara viene annunciato che Nick Heidfeld sarebbe partito dalla pitlane, dopo che la scuderia aveva scoperto che la vettura mancava di zavorra. Questo comporta un avanzamento in griglia di tutte le vetture giunte dietro nelle qualifiche. Le due Brawn passano così nella parte "pulita" della griglia. Il poleman Lewis Hamilton parte bene così come Nico Rosberg che supera subito Sebastian Vettel. Fernando Alonso cerca anche lui di passare il tedesco della RedBull ma senza successo. 

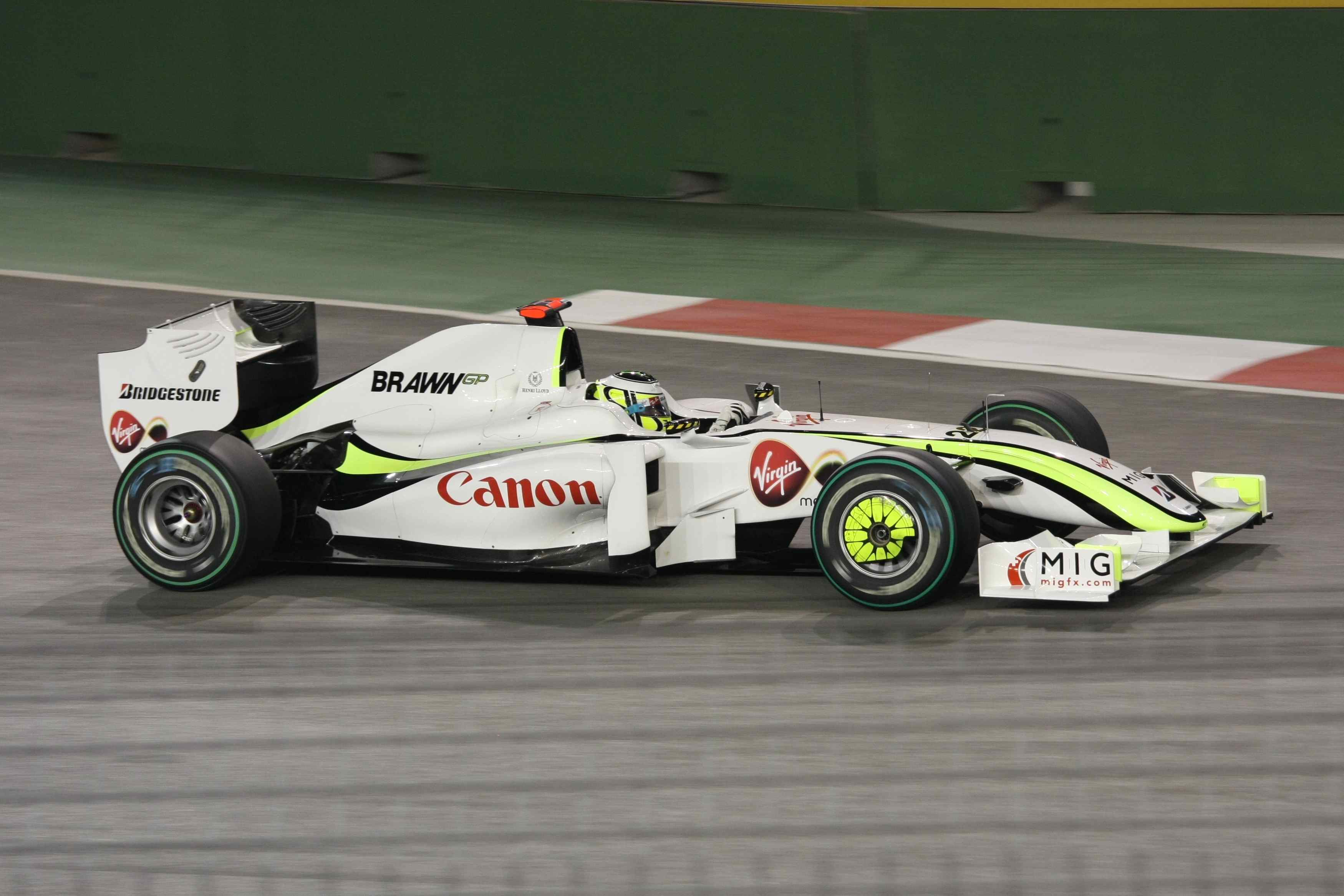
Jenson Button arriva quinto aumentando di un punto il vantaggio in classifica su Rubens Barrichello.

La manovra favorisce invece Mark Webber che passa l'asturiano nella curva 7, ma lo fa oltre i limiti della pista. Gli steward penalizzano l'australiano che deve restituire la posizione ad Alonso, nonché a Timo Glock che aveva approfittato della bagarre e passato lo spagnolo nel primo giro. Romain Grosjean è costretto presto al ritiro per un guasto ai freni.
I primi tre allungano nettamente rispetto al resto del gruppo, fino al primo giro di stop attorno alla ventesima tornata.
Rosberg all'uscita dai box, va lungo, oltrepassa la linea bianca ed è penalizzato con un drive through Il giro seguente un incidente coinvolge Adrian Sutil e Nick Heidfeld. Entra la Safety Car per far rimuovere i detriti lasciati dalle vetture sul tracciato. L'incidente nasce dal tentativo di Sutil di passare Jaime Alguersuari all'interno della curva 14. Il pilota della Force India va in testacoda ma, nel tentativo di rimettersi sul tracciato, la sua vettura colpisce quella del sopraggiungente Nick Heidfeld. Per il tedesco della BMW Sauber è il primo ritiro dal Gran Premio degli Stati Uniti 2007.
Sutil viene multato di 20 000 dollari per guida non prudente. Rosberg sconta la penalità dopo il rientro della safety car. Durante i pit Alguersuari ripete l'errore commesso da Felipe Massa nella gara del 2008 partendo con il bocchettone della benzina ancora inserito nella vettura. Alla ripartenza, Rosberg sconta la sua penalità, scivolando in 14ª posizione; Vettel inizia a pressare Hamilton mentre Glock si ritrova terzo.

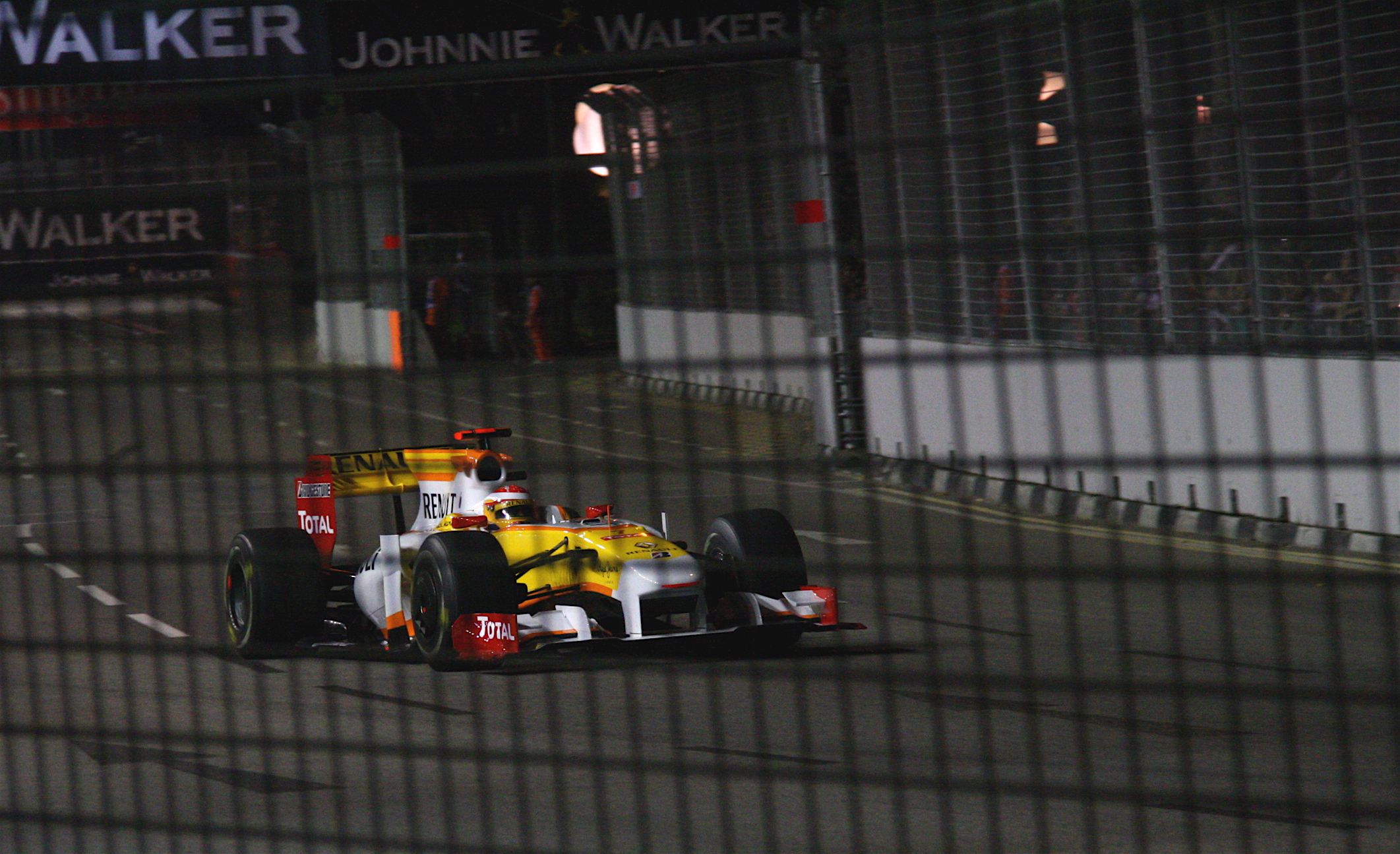
Alonso dedica il suo podio a Flavio Briatore dopo la gara.

Vettel torna ai box al giro 39, aprendo la seconda tornata di stop. Subito dopo danneggia la vettura su un cordolo e sfiorando un muretto, tanto da perdere uno specchietto retorvisore. Il tedesco viene poi penalizzato con un drive-through per aver ecceduto con la velocità nella corsia dei box. Hamilton così guida con una decina di secondi su Glock, seguito da Alonso e Vettel, dopo che tutti hanno effettuato la loro seconda sosta. Mark Webber si ritira per un incidente causato dal cedimento dei freni. Piccoli problemi al pit fanno retrocedere Barrichello, superato da Jenson Button.

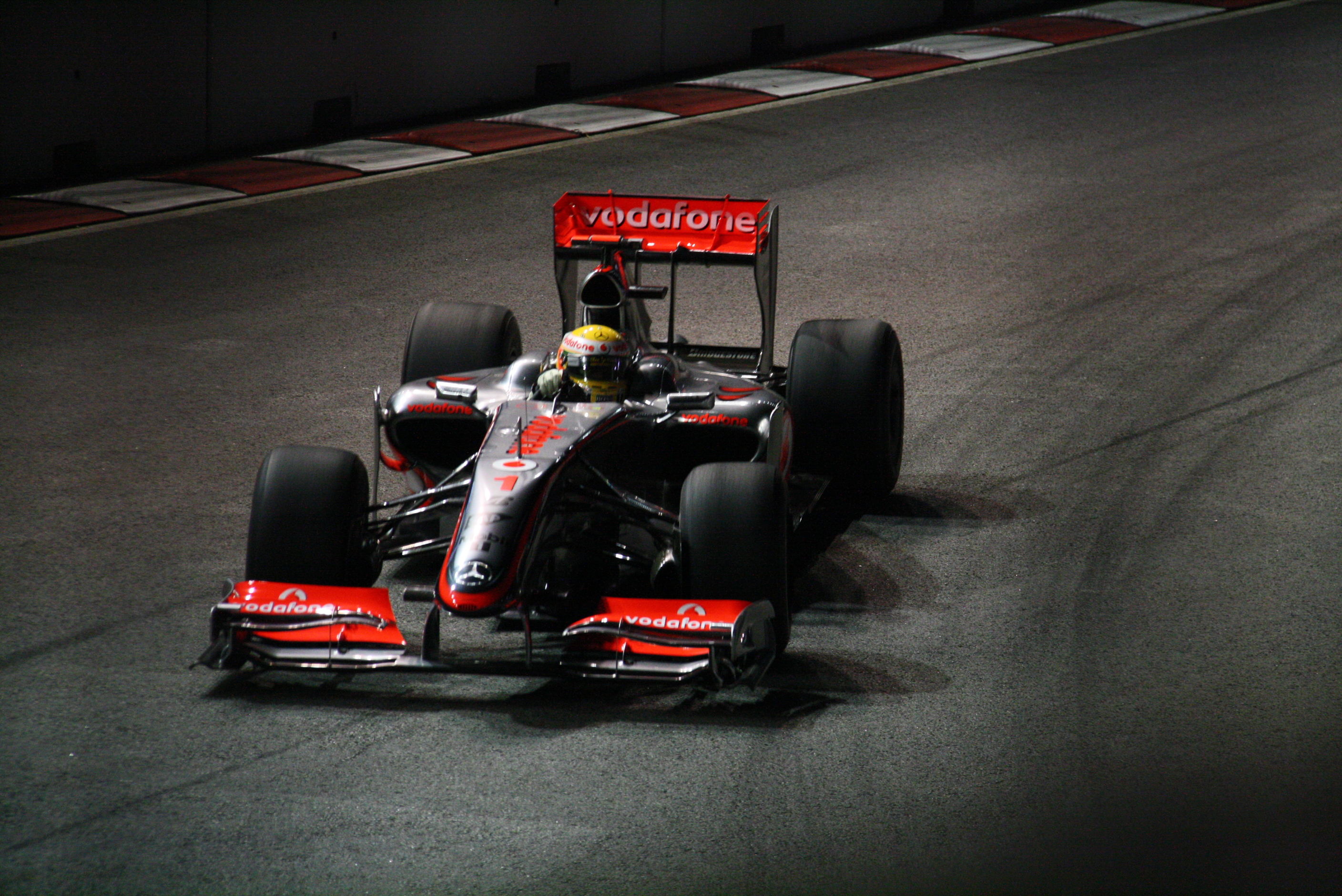
Lewis Hamilton, vincitore del Gran Premio.

Per qualche giro Button cerca di premere su Vettel, di cui si immaginano problemi al sistema frenante. Problemi ai freni portano al ritiro di Alguersuari. Button decide poi di rallentare anche perché ha già costruito un certo margine sull'inseguitore Rubens Barrichello. La gara termina con la vittoria di Lewis Hamilton davanti a Glock e Alonso, con lo spagnolo al primo podio stagionale. Button guadagna un punto su Barrichello.

### Risultati
I risultati del GP sono stati i seguenti:
| Pos | N° | Pilota               | Team                 | Giri | Tempo/Ritiro              | Griglia | Punti |
| --- | -- | -------------------- | -------------------- | ---- | ------------------------- | ------- | ----- |
| 1   | 1  | Lewis Hamilton       | McLaren-Mercedes     | 61   | 1h56'06"337               | 1       | 10    |
| 2   | 10 | Timo Glock           | Toyota               | 61   | +9"634                    | 6       | 8     |
| 3   | 7  | Fernando Alonso      | Renault              | 61   | +16"624                   | 5       | 6     |
| 4   | 15 | Sebastian Vettel     | RBR-Renault          | 61   | +20"621                   | 2       | 5     |
| 5   | 22 | Jenson Button        | Brawn-Mercedes       | 61   | +30"015                   | 11      | 4     |
| 6   | 23 | Rubens Barrichello   | Brawn-Mercedes       | 61   | +31"858                   | 9       | 3     |
| 7   | 2  | Heikki Kovalainen    | McLaren-Mercedes     | 61   | +36"157                   | 8       | 2     |
| 8   | 5  | Robert Kubica        | BMW Sauber           | 61   | +55"054                   | 7       | 1     |
| 9   | 17 | Kazuki Nakajima      | Williams-Toyota      | 61   | +56"054                   | 10      |       |
| 10  | 4  | Kimi Räikkönen       | Ferrari              | 61   | +58"892                   | 12      |       |
| 11  | 16 | Nico Rosberg         | Williams-Toyota      | 61   | +59"777                   | 3       |       |
| 12  | 9  | Jarno Trulli         | Toyota               | 61   | +1'13"009                 | 14      |       |
| 13  | 3  | Giancarlo Fisichella | Ferrari              | 61   | +1'19"890                 | 17      |       |
| 14  | 21 | Vitantonio Liuzzi    | Force India-Mercedes | 61   | +1'33"502                 | 19      |       |
| Rit | 11 | Jaime Alguersuari    | STR-Ferrari          | 47   | Freni                     | 16      |       |
| Rit | 12 | Sébastien Buemi      | STR-Ferrari          | 47   | Cambio                    | 13      |       |
| Rit | 14 | Mark Webber          | RBR-Renault          | 45   | Freni/incidente           | 4       |       |
| Rit | 20 | Adrian Sutil         | Force India-Mercedes | 23   | Collisione con N.Heidfeld | 15      |       |
| Rit | 6  | Nick Heidfeld        | BMW Sauber           | 19   | Collisione con A.Sutil    | 20      |       |
| Rit | 8  | Romain Grosjean      | Renault              | 3    | Freni                     | 18      |       |

## Classifiche Mondiali

### Piloti
| Pos | Pilota               | Punti |
| --- | -------------------- | ----- |
| 1   | Jenson Button        | 84    |
| 2   | Rubens Barrichello   | 69    |
| 3   | Sebastian Vettel     | 59    |
| 4   | Mark Webber          | 51,5  |
| 5   | Kimi Räikkönen       | 40    |
| 6   | Lewis Hamilton       | 37    |
| 7   | Nico Rosberg         | 30,5  |
| 8   | Fernando Alonso      | 26    |
| 9   | Timo Glock           | 24    |
| 10  | Jarno Trulli         | 22,5  |
| 11  | Felipe Massa         | 22    |
| 12  | Heikki Kovalainen    | 22    |
| 13  | Nick Heidfeld        | 12    |
| 14  | Robert Kubica        | 9     |
| 15  | Giancarlo Fisichella | 8     |
| 16  | Adrian Sutil         | 5     |
| 17  | Sébastien Buemi      | 3     |
| 18  | Sébastien Bourdais   | 2     |

### Costruttori
| Pos | Team                 | Punti |
| --- | -------------------- | ----- |
| 1   | Brawn-Mercedes       | 153   |
| 2   | RBR-Renault          | 110,5 |
| 3   | Ferrari              | 62    |
| 4   | McLaren-Mercedes     | 59    |
| 5   | Toyota               | 46,5  |
| 6   | Williams-Toyota      | 30,5  |
| 7   | Renault              | 26    |
| 8   | BMW Sauber           | 21    |
| 9   | Force India-Mercedes | 13    |
| 10  | STR-Ferrari          | 5     |